# Augustin Marie Morvan
Augustin Marie Morvan (ur. 7 lutego 1819 w Lannilis, zm. 20 marca 1897 tamże) – francuski lekarz, polityk i pisarz. Zasiadał w Zgromadzeniu Narodowym.

## Życiorys
W Brest, gdzie studiował, na jego cześć nazwano ulicę (Rue Augustin Morvan) i szpital (Hôpital Augustin Morvan). Jako pierwszy opisał schorzenie, nazwane na jego cześć zespołem Morvana. Jako jeden z pierwszych opisał obraz kliniczny jamistości rdzenia.